# Festival du cinéma grec 1980
Le Festival du cinéma grec de 1980 fut la 21e édition du Festival international du film de Thessalonique. Elle se tint du 30 septembre au 5 octobre 1980.

## Palmarès
- Alexandre le Grand : meilleur film, meilleure photographie, meilleurs décors, meilleur son et meilleur film pour l'Union panhellénique des critiques de cinéma (PEKK)
- Παραγγελιά : second meilleur film, meilleure musique, meilleur acteur, meilleur montage, meilleur son et meilleur film pour l'Union panhellénique des critiques de cinéma (PEKK)
- Mélodrame : troisième meilleur film, meilleur réalisateur, meilleure photographie et meilleur film pour l'Union panhellénique des critiques de cinéma (PEKK)
- Και ξανά προς τη δόξα τραβά : deux prix spéciaux
- L'Homme à l'œillet : troisième meilleur film
- Brouillard sous le soleil : prix spécial